# Aulopus bajacali
Aulopus bajacali is een straalvinnige vissensoort uit de familie van draadzeilvissen (Aulopidae). De wetenschappelijke naam van de soort is voor het eerst geldig gepubliceerd in 1984 door Parin & Kotlyar.